# SRプロモーション
株式会社SRプロモーション（エスアールプロモーション）は、東京都渋谷区にかつて存在した芸能事務所。STEILAR C.K.M株式会社の100％子会社。
2010年9月1日、親会社であるステイラーCKMの取締役会において、同日付で解散することが決定した。

## 概要
かつてはA&Aアーティスト、アンクプロモーションという社名であったが社長が交代となり現在の形態になる。
会社解散に伴い、所属タレントの加藤和樹、DAIZO、葉月あい、ししとうは「ジェイロック」がマネジメント業務を引き継ぐことになった。

## 主な所属者
2010年9月時点
- 加藤和樹
- 黒木マリナ
- ししとう
- DAIZO
- 葉月あい

### 過去
- あきよしふみえ
- 飯塚由衣
- 石黒アツキ
- 鈴木かすみ
- 高木ナオ
- Takuya
- 穂坂優子
- 村田あゆみ